# Partido Obrero de Acapulco
El Partido Obrero de Acapulco (POA) fue un partido político local que actuó en la ciudad de Acapulco, Guerrero, México. Fue fundado en 1919 por Juan R. Escudero. El POA fue el encargado de publicar el periódico local "Regeneración".

## Historia
El POA se formó como el primer partido de oposición en la región. Comenzó sus actividades con la intención de ganar las elecciones de la presidencia municipal, además de dar un cambio político a la administración. Su lema era: Que se mutilen los hombres por los principios, pero no los principios por los hombres. 
El programa de acción del partido buscaba:
- Pago justo por la jornada de trabajo.
- Defender los derechos humanos.
- Sanear las autoridades.
- Participar en las elecciones.
- Erigir la jornada de ocho horas de trabajo.
- Propagar la educación.
- Conseguir tierras para los campesinos.
- Hacer gestiones para construir la carretera México-Acapulco.
- Emprender una campaña contra las enfermedades.

                                                         Partido Obrero de Acapulco.
Además de Juan R. Escudero, el partido fue constituido por el estibador Julio Diego, el herrero Santiago Solano, Enrique Lobato Cárdenas, Felipe Escudero (su hermano) entre muchos más que apoyaron el contingente, como María de la O, defensora de las mujeres del barrio El Rincón (hoy La Playa) del puerto. Dichos partidarios postularon a Escudero como candidato a la precedencia municipal. Escudero triunfó en las elecciones celebradas a finales de 1919 y tomó posesión de la presidencia municipal el primero de enero de 1920 en el palacio municipal de Acapulco (Centro).